# Theodor Koch-Grünberg
Theodor Koch-Grünberg, född 9 april 1872 i Grünberg i storhertigdömet Hessen, död 8 oktober 1924 i Caracaraí, Brasilien, var en tysk etnograf och forskningsresande.
Koch-Grünberg blev professor i Freiburg 1913 och chef för Linden-Museum i Stuttgart 1915. Koch-Grünberg företog flera märkliga och resultatrika forskningsfärder i Sydamerika, bland annat till nordvästra Brasilien, Guayana och Venezuela. År 1924 deltog han i Alexander H. Rice den yngres expedition till Orinocos källområde men avled under resan i malaria. Bland hans arbeten märks samlingar av indianska sagor, skrifter om hällristningar, kannibalism och annat samt de stora verken Zwei Jahre unter den Indianern (2 band, 1909–1910) och Vom Roroima zum Orinoco (5 band, 1916–1928). Den prisbelönta filmen El abrazo de la serpiente bygger delvis på hans uppteckningar.